# Dovško
Dovško este o localitate din comuna Krško, Slovenia, cu o populație de 236 de locuitori.